# 1. slovenská národní fotbalová liga 1983/1984
V soubojích 15. ročníku 1. slovenské národní fotbalové ligy 1983/84 se utkalo 16 týmů dvoukolovým systémem podzim–jaro.

## Konečná tabulka
Zdroj: 
| Poř. | Tým                               | Z  | V  | R | P  | VG | OG | B  |
| ---- | --------------------------------- | -- | -- | - | -- | -- | -- | -- |
| 1.   | ZŤS Petržalka                     | 30 | 24 | 3 | 3  | 80 | 19 | 49 |
| 2.   | DAC Poľnohospodár Dunajská Streda | 30 | 21 | 5 | 4  | 61 | 22 | 45 |
| 3.   | ZŤS Košice                        | 30 | 12 | 7 | 11 | 35 | 37 | 31 |
| 4.   | TTS Trenčín                       | 30 | 14 | 5 | 11 | 40 | 31 | 29 |
| 5.   | Slovan Agro Levice                | 30 | 10 | 9 | 11 | 38 | 34 | 29 |
| 6.   | Slavoj Poľnohospodár Trebišov     | 30 | 11 | 7 | 12 | 28 | 33 | 29 |
| 7.   | Slovenský hodváb Senica           | 30 | 10 | 9 | 11 | 30 | 36 | 29 |
| 8.   | Vagónka Poprad                    | 30 | 10 | 8 | 12 | 40 | 48 | 28 |
| 9.   | Gumárne 1. mája Púchov            | 30 | 11 | 6 | 13 | 35 | 45 | 28 |
| 10.  | TJ ZŤS Martin                     | 30 | 11 | 4 | 15 | 44 | 46 | 26 |
| 11.  | Chemlon Humenné                   | 30 | 10 | 8 | 12 | 35 | 38 | 26 |
| 12.  | Baník Prievidza                   | 30 | 10 | 6 | 14 | 33 | 42 | 26 |
| 13.  | Spartak ZŤS Dubnica nad Váhom     | 30 | 11 | 4 | 15 | 34 | 44 | 26 |
| 14.  | Zemplín Vihorlat Michalovce       | 30 | 8  | 9 | 13 | 37 | 48 | 25 |
| 15.  | Iskra Matador Bratislava          | 30 | 8  | 7 | 15 | 35 | 59 | 23 |
| 16.  | Tesla Stropkov                    | 30 | 7  | 7 | 16 | 21 | 44 | 21 |

Poznámky:
- Z = Odehrané zápasy; V = Vítězství; R = Remízy; P = Prohry; VG = Vstřelené góly; OG = Obdržené góly; B = Body

|  | 1. československá fotbalová liga 1984/85    |
|  | 2. slovenská národní fotbalová liga 1984/85 |

## Soupisky mužstev

### ZŤS Petržalka
Jozef Hroš (30/0) –
Stanislav Blecha (10/1),
Dušan Galis (8/0),
Ján Hikl (1/0),
Tibor Chovanec (5/0),
Marián Ježík (1/0),
Ondrej Kadák (30/9),
Jozef Kubica (30/3),
Ľudovít Lancz (29/12),
Dušan Magula (18/4),
Ján Maslen (11/1),
Marián Masný (22/9),
Pavol Matuška (2/0),
Peter Pavlovič (29/1),
Marián Pochaba (29/19),
Ladislav Repáčik (29/4),
Emil Stranianek (30/3),
Jaroslav Šimončič (25/1),
Peter Šoltés (5/0),
Ľubomír Švirloch (6/0),
Imrich Tóth (29/13),
Ľubomír Zrubec (9/0) –
trenér Štefan Slezák, asistent Tomáš Nitka

### DAC Poľnohospodár Dunajská Streda
Ján Veselý (30/0) –
Juraj Audi (30/7),
Jozef Bors (9/1),
Jozef Brosz (1/0),
Vladimír Ekhardt (28/3),
Ondrej Fodor (8/0),
Koloman Gögh (28/2),
Ján Hodúr (12/4),
Gabriel Hornyák (27/7),
Jozef Horváth (27/1),
Vojtech Horváth (13/2),
Juraj Krajczovics (1/0),
Karol Krištof (24/0),
Jozef Krško (15/0),
Jozef Laincz (2/0),
Pavol Leškiv (13/0),
Juraj Majoroš (27/10),
František Németh (21/0),
Jozef Ravasz (15/2),
Viliam Sipos (27/0),
Ladislav Tóth (28/22) −
trenér Juraj Szikora, asistent Koloman Gögh

### ZŤS Košice
René Babušík (10/0),
Tibor Matula (22/0) –
Bohumil Andrejko (27/8),
Andrej Babčan (14/0),
Ján Čorba (1/0),
Alojz Fedor (11/2),
Milan Flašík (1/0),
Ján Gajdoš (4/0),
Michal Ivan (29/8),
Peter Jacko (4/1),
Milan Jakim (17/0),
Marián Jozef (5/0),
Ján Kuchár (28/0),
Ladislav Lipnický (8/1),
Vladimír Marchevský (29/1),
Petr Mužík (11/1),
František Müller (28/2),
Slavomír Nickel (1/0),
Peter Sabol (9/0),
Jozef Šariššký (20/0),
Cyril Stachura (4/1),
Alojz Špak (12/3),
Štefan Švaňa (17/0),
Ladislav Tamáš (28/1),
Jaroslav Timko (9/3),
Zoltán Tomko (23/1),
Dušan Ujhely (3/0) –
trenér František Skyva (od 1. 1. 1984 Michal Baránek, asistent Andrej Daňko

### TTS Trenčín
Vladimír Figura (23/0),
Vladimír Kišša (7/0) –
Milan Albrecht (25/3),
Miloš Belák (15/1),
Ivan Bilský (30/2),
Miroslav Brezovský (10/0),
Milan Ferančík (23/4),
Tibor Chobot (15/0),
Libor Janiš (7/1),
Jaroslav Jurkovič (14/4),
Ján Kapko (28/0),
Alexander Kovács (5/2),
Pavol Košík (3/0),
Ľubomír Kulich (27/5),
Vladimír Lendvay (12/2),
Stanislav Marcinát (1/0),
Tibor Plichta (25/4),
Vladimír Poruban (9/1),
Štefan Raušlo (15/1),
Miroslav Smolka (5/0),
Jaroslav Ťažký (28/11),
Marián Valach (3/0),
Jozef Vanin (2/0) –
trenér Michal Vičan, asistenti Dušan Danko a Stanislav Jelínek

### Slovan Agro Levice
Pavol Čaladík (29/0),
Viliam Kulcsár (2/0) –
Ivan Baláž (22/1),
Ľubomír Bartovič (26/9),
Ľubomír Havran (29/1),
Miroslav Chlpek (26/7),
Jozef Chovanec (23/2),
Jozef Ivančík (24/3),
Ondrej Jobko (10/0),
Štefan Klenko (26/0),
Miloš Klinka (6/1),
Jozef Kocián (5/0),
Jozef Krenčan (9/0),
Ladislav Meszáros (6/0),
Milan Paliatka (22/0),
Jozef Pichňa (28/1),
Jozef Remeň (1/0),
Štefan Slanina (29/9),
Ladislav Struhárňanský (4/0),
Marián Ševčík (9/1),
Ľubomír Šindler (2/1),
Vincent Valkovič (2/2) –
trenér Michal Pucher (od 1. 1. 1984 František Skyva), asistent Eugen Černák

### Slavoj Poľnohospodár Trebišov
Milan Dziak (4/0),
Anton Jánoš (27/0) –
Zoltán Breuer (18/0),
Alexander Comisso (29/1),
Stanislav Čech (26/4),
František Diheneščík (19/2),
Dušan Doložický (1/0),
Jozef Ďurko (24/3),
Peter Furda (12/0),
Gabriel Gojdič (27/2),
Stanislav Izakovič (20/0),
Milan Juhás (22/1),
Ladislav Juhász (14/0),
Pavol Kretovič (29/3),
Igor Madár (11/0),
Gabriel Nagy (22/0),
Ján Novák (23/4),
Marián Paholok (1/0),
Jozef Stuň (3/0),
Jaroslav Šarik (2/0),
Štefan Taššo (4/0),
Ladislav Vankovič (23/8),
Štefan Voroňák (19/0),
Ján Zátorský (1/0),
Ján Zuzčin (6/0) –
trenér Jozef Tarcala, asistent Pavol Kövér

### Slovenský hodváb Senica
Imrich Bajan (14/0),
Jozef Žitný (18/0) –
Peter Baumgartner (7/0),
Štefan Belík (25/0),
Miroslav Brezovský (15/1),
Jozef Čechvala (15/0),
Vladimír Gerič (28/0),
Ján Hodúr (13/7),
Miroslav Jakubovič (23/0),
Peter Jediný (2/0),
Miroslav Karas (16/1),
Emil Krajčík (15/1),
Jozef Kubica (10/0),
Pavol Mockovčin (4/0),
Miloš Malárik (24/3),
Vladimír Planka (6/0),
Miroslav Petráš (3/0),
Miroslav Reha (29/3),
Jozef Ružička (9/1),
Štefan Sadloň (9/3),
Jaroslav Šarmír (29/5),
Jozef Šuran (3/0),
Jozef Uhlár (25/2),
Jozef Vanek (13/0),
Milan Zíšek (29/2) –
trenér Fridrich Hutta

### Vagónka Poprad
Milan Mikuláško (22/0),
Miroslav Užík (9/0) –
Štefan Bača (5/0),
Vladimír Bednár (19/0),
Martin Benko (27/13),
František Budaj (1/0),
Jaroslav Fedorišin (10/0),
Ján Chmura (16/1),
Marián Janas (25/2),
Miroslav Kövér (7/0),
Juraj Kšenzakovič (28/3),
Ľubomír Lavko (22/3),
František Molitoris (7/0),
František Rams (30/3)
Miroslav Regec (20/0),
Ladislav Ritter (6/0),
Jozef Sobota (26/2),
Jozef Šálka (14/3),
Tibor Szaban (14/0),
Ján Šoltis (6/1),
Mojmír Šrobár (6/0),
Daniel Zaťko (28/7),
Ľubomír Zvoda (18/1),
Ján Žemba (19/1) –
trenér Jozef Jarabinský, asistent Vladislav Balasko

### Gumárne 1. mája Púchov
Marián Chovanec (8/0),
Milan Šatka (22/0) –
Jozef Bielík (28/1),
Pavol Burdej (25/5),
Peter Fraštík (18/0),
Peter Gereg (3/0),
Jozef Jakuš (9/1),
Vladimír Kavecký (25/0),
Ladislav Kučera (11/1),
Peter Luhový (23/9),
Ján Lukajka (4/1),
Jozef Mikula (29/0),
Jozef Moriš (6/0),
Jozef Pavlis (30/0),
Jozef Pecko (1/0),
Vlastimil Svoboda (17/5),
Štefan Tománek (27/5),
Jaroslav Vojtek (11/0),
Václav Vojtek (29/4),
Marián Zelinka (30/1) –
trenér Štefan Kračuník, asistent Štefan Tománek

### TJ ZŤS Martin
Igor Libo (18/0),
Viliam Rendko (10/0),
Ján Staník (2/0) –
Vladimír Ančic (29/1),
Jozef Beleš (15/1),
Milan Bielik (27/2),
Jozef Brňák (28/11),
Stanislav Fekeč (22/1),
Ján Grňa (5/0),
Jozef Huťka (29/3),
Vladimír Huťka (15/0),
Jozef Kopecký (15/1),
Ján Korček (6/0),
Miroslav Kovanič (27/2),
Ľubomír Kunert (27/12),
Milan Macho (19/0),
Jaroslav Mintál (12/3),
Gustáv Ondrejčík (6/0),
Jaroslav Plazák (24/1),
Ľudovít Puvák (26/5),
Milan Senaj (1/0),
Jaroslav Ürge (17/1) –
trenér Ľudovít Hojný (od 1. 1. 1984 Štefan Jačiansky, asistent František Karkó

### Chemlon Humenné
Jaroslav Dobrančin (1/0),
Marián Firkaľ (29/0) –
Ján Balaštík (11/0)
František Čajak (1/0),
Štefan Čirák (15/0),
Milan Danko (9/0),
Rudolf Daubner (8/0),
Jozef Ferenc (5/1),
Eduard Gajdoš (17/5),
Milan Galko (14/3),
Ján Grec (3/0),
Dezider Karako (28/8),
Ján Katkovčin (6/0),
Michal Kopej (15/3),
Jozef Krivjančin (16/0),
Ľuboš Lukáč (16/0),
Andrej Mycio (7/0),
Pavol Mycio (16/1),
Ján Petrovaj (20/3),
Ján Pituk (13/0),
Pavol Roman (27/1),
Michal Skála (21/2),
Pavol Suško (25/4),
Michal Szcygieľ (25/4),
Ľubomír Uhrin (12/0),
Ladislav Vasilenko (7/0) –
trenér Jozef Hanák, asistent Michal Kopej (od 1. 1. 1984 Dušan Hrabovský)

### Baník Prievidza
Ján Mucha (21/0),
Michal Šimko (9/0) –
Juraj Bátora (29/1),
Pavol Beňo (2/0),
Július Gebrlín (10/0),
Ján Grňa (2/1),
Jaroslav Kostoláni (7/0),
Marián Krajčík (11/1),
Michal Kuzma (28/2),
Ivan Maderič (8/0),
Ivan Nemčický (26/0),
Milan Oršula (15/2),
Milan Peciar (28/4),
Ľuboš Pisár (10/1),
Roman Slaný (18/2),
Jozef Sluka (7/1),
Jozef Strelka (30/5),
Vladimír Škultéty (1/0),
Vladimír Šlosár (27/4),
Pavol Tkáč (26/4),
Emil Turček (26/2),
Anton Žember (28/2),
Róbert Žember (15/0) –
trenér Oldřich Bříza, asistent Jozef Balažovič

### Spartak ZŤS Dubnica nad Váhom
Milan Beharka (15/0),
Bohuslav Murárik (13/0),
Ferdinand Poljak (2/0) –
Ľudovít Baďura (24/6),
Ján Barkóci (26/1),
Štefan Bobot (5/0),
Miroslav Čatár (3/0),
Štefan Černík (21/0),
Jozef Hatnančík (25/1),
Štefan Kopačka (6/0),
Milan Kostolný (6/1),
Ján Križko (27/5),
Štefan Kunštár (17/1),
Marián Levko (18/2),
Peter Lonc (26/2),
Ladislav Mackura (30/4),
Jaroslav Mazáň (17/0),
Marián Mecele (11/0),
Milan Meliš (21/3),
Jozef Mojto (4/0),
Ján Otáhel (5/0),
Pavol Stratený (10/5),
Milan Štefánik (2/0),
Tibor Štefánik (17/1),
Štefan Zábojník (19/2) –
trenér František Katerinčin, asistent František Smak

### Zemplín Vihorlat Michalovce
Juraj Jacko (11/0),
Ladislav Zupko (22/0) –
Ján Adamčík (8/0),
Milan Bakajsa (18/1),
Štefan Bakajsa (3/0),
Ľubomír Čižmár (2/0),
Miroslav Fabián (28/3),
Peter Geroč (20/3),
Ján Harbuľák (28/2),
Michal Ihnát (3/0),
Vojtech Juraško (28/1),
Juraj Kizivat (7/0),
Štefan Kondor (26/3),
Ľubomír Križ (2/0),
Pavol Pastirčák (1/0),
Jaroslav Kútny (1/0),
Miroslav Paško (24/0),
Jozef Porvaz (8/3),
Ján Rovňák (5/0),
Viktor Rovňák (5/0),
Július Sabó (150),
Pavol Sütö (24/4),
Ján Turák (4/0),
Vladimír Vankovič (14/9),
Ján Varga (12/0),
Michal Varga (27/1),
Dušan Varmeďa (3/0),
Jozef Žarnay (27/4) –
trenér Štefan Nadzam, asistent Štefan Potoma

### Iskra Matador Bratislava
Stanislav Fišan (12/0),
Igor Holub (15/0),
Ľubomír Orlický (4/0) –
Jozef Brath (19/0),
Jozef Čikoš (13/0),
Jozef Fedor (15/0),
Marián Fiantok (7/1),
Peter Gramblička (21/7),
Ladislav Habaj (22/1),
Ľudovít Horváth (21/0),
Dušan Huňady (26/3),
Vladimír Husárček (15/0),
František Kalmán (21/5),
Ladislav Kasper (9/0),
Marián Kudlík (9/0),
Jozef Laincz (10/1),
Tibor Lamoš (10/1),
Jozef Laštík (2/0),
Dušan Leško (11/0),
Otto Lörincz (5/1),
Jaroslav Milan (14/1),
Ľuboš Rábel (1/0),
Peter Slovák (23/2),
Jozef Suchánek (27/6),
Ivan Štulajter (12/1),
Jozef Wolf (11/0),
Marián Wolfshändl (26/2),
Milan Zajac (2/0) –
trenér Jozef Fillo (od 1. 1. 1984 František Urvay), asistent Jozef Suchánek

### Tesla Stropkov
Juraj Buček (27/0),
Stanislav Hutňan (3/0) –
Igor Andrejko (3/0),
Ľubomír Baník (19/1),
Jozef Dudič (25/1),
Miroslav Fedor (6/1),
Ján Galčík (12/0),
Jozef Gazda (28/0),
Štefan Gojdič (13/1),
Peter Gombár (13/0),
Jozef Kavalec (19/1),
Peter Kavka (10/0),
Miroslav Kohút (4/0),
Michal Kulík (29/2),
Alojz Lehocký (9/6),
Jozef Lehocký (23/2),
Viliam Ľuberda (26/2),
Dušan Papjak (18/1),
Ján Prokopič (10/0),
Vladimír Rusnák (30/2),
Marián Staško (11/0),
Alojz Špak (14/0),
Viliam Vidumský (1/0) –
trenér Michal Derco (od 1. 1. 1984 Július Čikas), asistent Vladimír Rusnák